# Laure de Châtillon

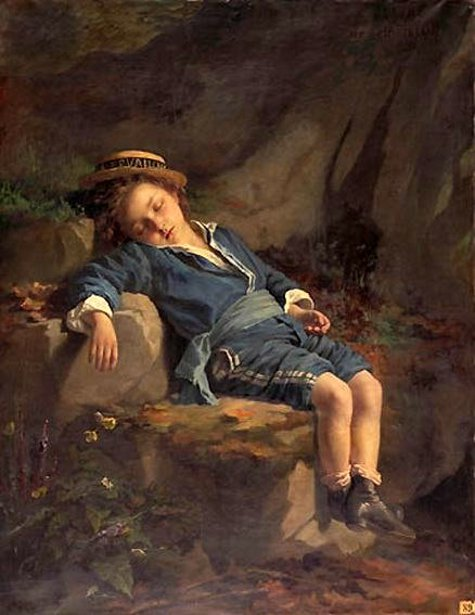
”Niño dormido”, 1876, Musée Saint-Germain

Laure de Châtillon, nacida Zoé Laure Delaune (Chambray, 1826-Clarens, 1908) fue una pintora francesa.

## Biografía
Se casó en 1851 con el subprefecto de Châteaudun. Fue alumna de Léon Cogniet y expuso en el Salón de París de 1851 a 1887.
Fue de los primeros miembros de la Unión de mujeres pintoras y escultoras fundada por Hélène Bertaux.
Representó a la delegación francesa en la Exposición Mundial Colombina.